# Acer eonegundo
Acer eonegundo — це вимерлий вид клена, описаний з одного часткового викопного листка. Вид відомий з еоценових відкладень, відкритих в американському штаті Невада. Він розміщений у живій секції Acer Negundo.

## Опис
A. eonegundo має складні листки, розділені щонайменше на три листочки з перисто-жилковими листочками довжиною до 4.8 см. Листочки мають невеликі ніжки та асиметричні основи, що розширюються з прикореневої сторони, залишаючись вузькими з верхівкової сторони. Кожен бічний листочок має 7 вторинних жилок, які розгалужуються біля краю листа. Листки мають третинні жилки, які утворюють гострокутно-прямокутну структуру. Четвертинні жилки утворюють мережу ареол, які є неправильними багатокутниками.